# Manuel Suárez de Begoña
Manuel Suárez de Begoña   (Getxo, 1895 - Alacant, 23 d'agost de 1936), també conegut com a Manolo Suárez, fou un futbolista i entrenador basc dels anys 1920 i 1930.
Començà a practicar el futbol als 13 anys. De jove marxà a estudiar a Anglaterra on practicà el futbol i l'atletisme durant 4 anys.
Començà la seva carrera a l'Arenas de Getxo on fou finalista de la Copa del Rei l'any 1917. El 1917 marxà a Barcelona, on disputà dos partits amistosos amb el Barça i acabà com a jugador del RCD Espanyol fins 1919, amb qui jugà al Campionat de Catalunya.
Més tard marxà a l'Athletic Club, on jugà gran part de la dècada de 1920. Retornà a l'Arenas, club amb el qual debutà a la lliga espanyola. També jugà cedit al Reial Betis i acabà la seva carrera a l'Hèrcules CF. Amb el club alacantí també fou entrenador (1934-36).
Va morir assassinat a la rereguarda alacantina a començament de la Guerra Civil. A Alacant un carrer duu el seu nom.